# 541 (szám)
Az 541 (római számmal: DXLI) egy természetes szám, prímszám.

## A szám a matematikában
A tízes számrendszerbeli 541-es a kettes számrendszerben 1000011101, a nyolcas számrendszerben 1035, a tizenhatos számrendszerben 21D alakban írható fel.
Az 541 páratlan szám, prímszám. Jó prím. Normálalakban az 5,41 · 102 szorzattal írható fel.
Csillagprím. Egy 18 hosszúságú prímhézag után az első prím.
Az 541 négyzete 292 681, köbe 158 340 421, négyzetgyöke 23,25941, köbgyöke 8,14828, reciproka 0,0018484. Az 541 egység sugarú kör kerülete 3399,20325 egység, területe 919 484,47945 területegység; az 541 egység sugarú gömb térfogata 663 254 804,5 térfogategység.
Az 541 helyen az Euler-függvény helyettesítési értéke 540, a Möbius-függvényé −1.